# جنیست گوتیرز
جنیست گوتیرز (به انگلیسی: Jennicet Gutiérrez) (زاده ۸ ژوئن ۱۹۸۶) کنشگر اجتماعی مکزیکی است.
او یک زن ترنس است.